# Gragnague
 Gragnague  es una población y comuna francesa, en la región de Mediodía-Pirineos, departamento de Alto Garona, en el distrito de Toulouse y cantón de Verfeil.

## Demografía
| 401 | 422 | 596 | 723 | 889 | 1437 |
| Para los censos de 1962 a 1999 la población legal corresponde a la población sin duplicidades (Fuente: INSEE [Consultar]) |     |     |     |     |      |

## Monumentos

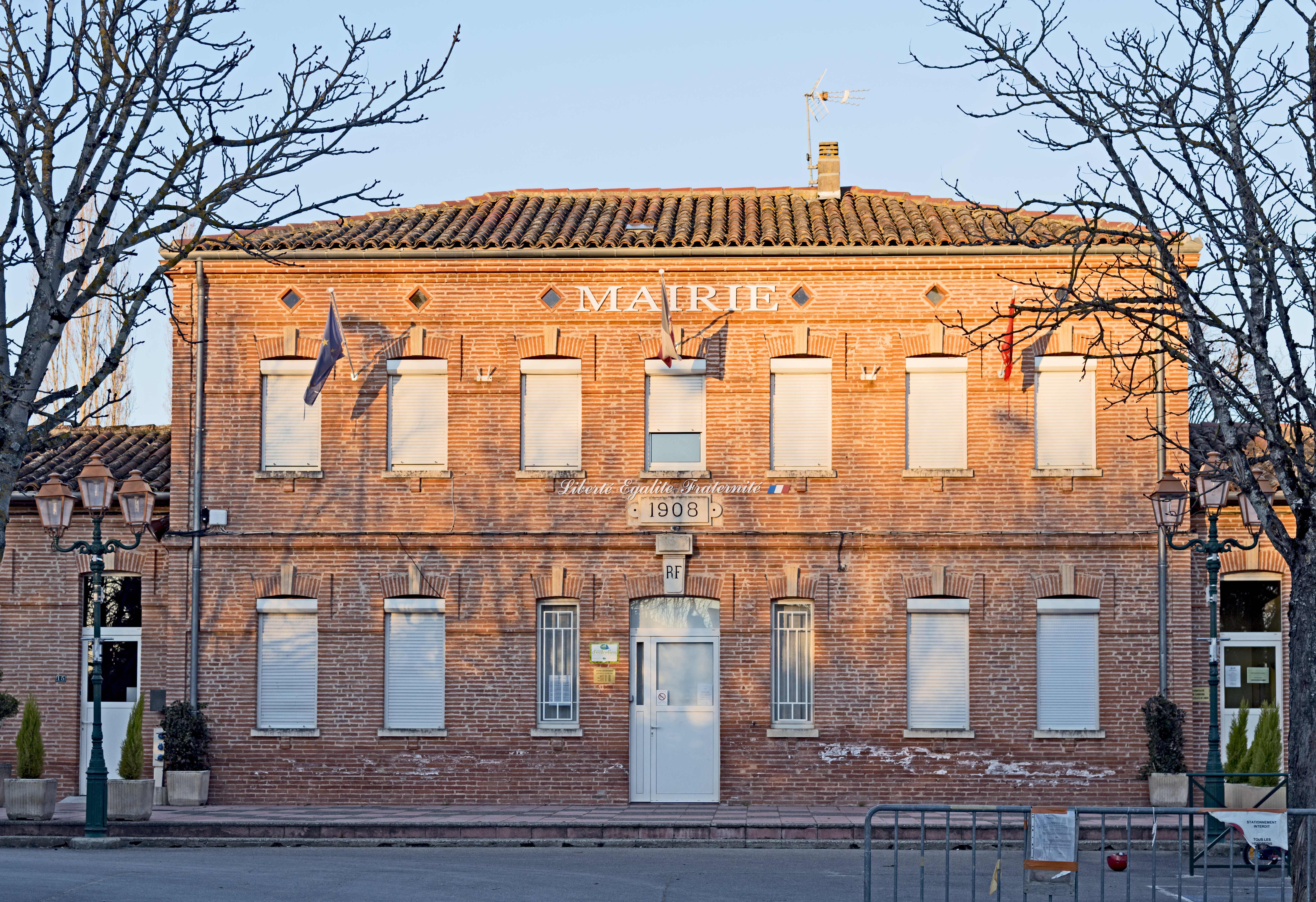
El ayuntamiento.
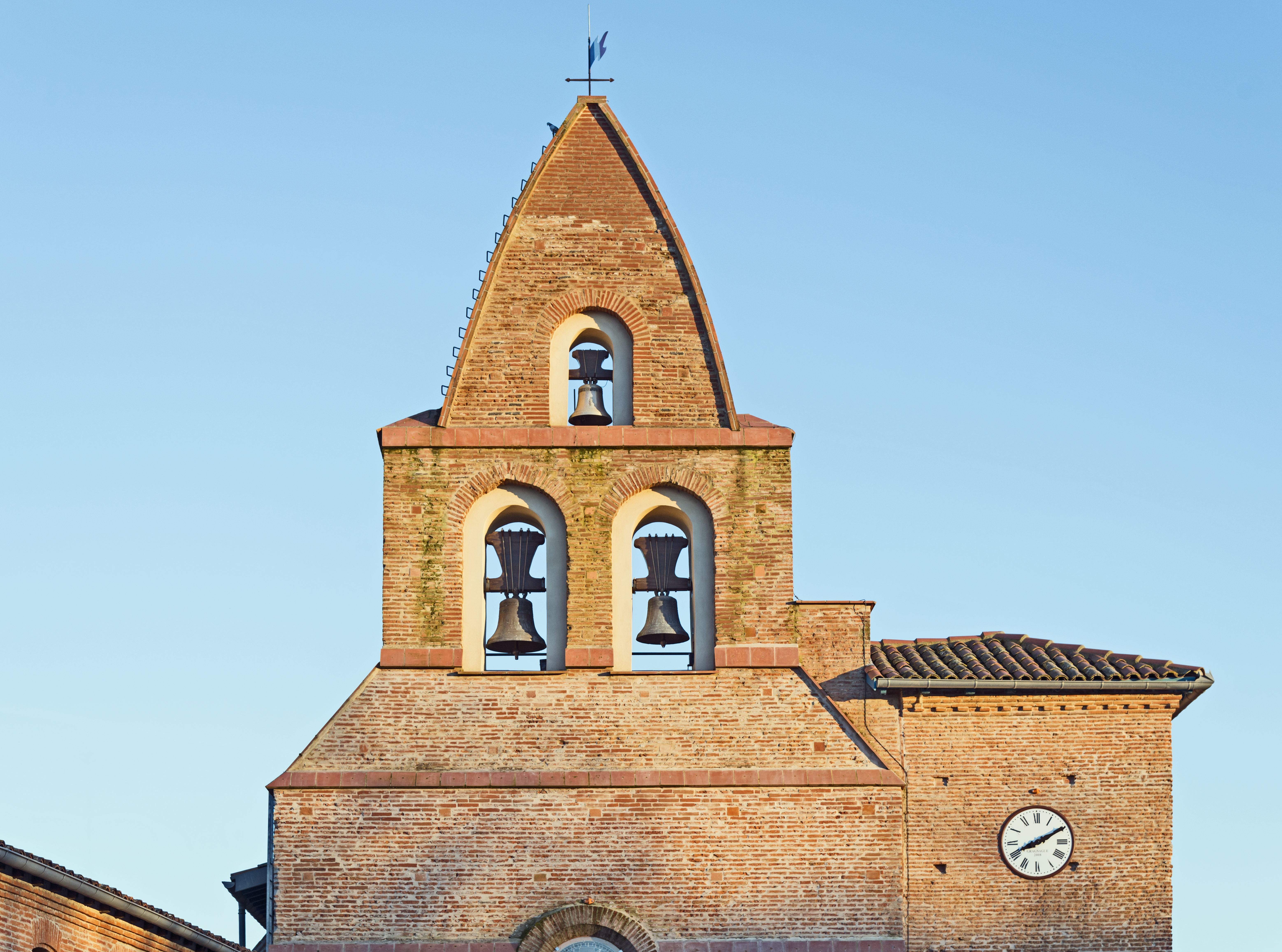
Iglesia Saint-Vincent
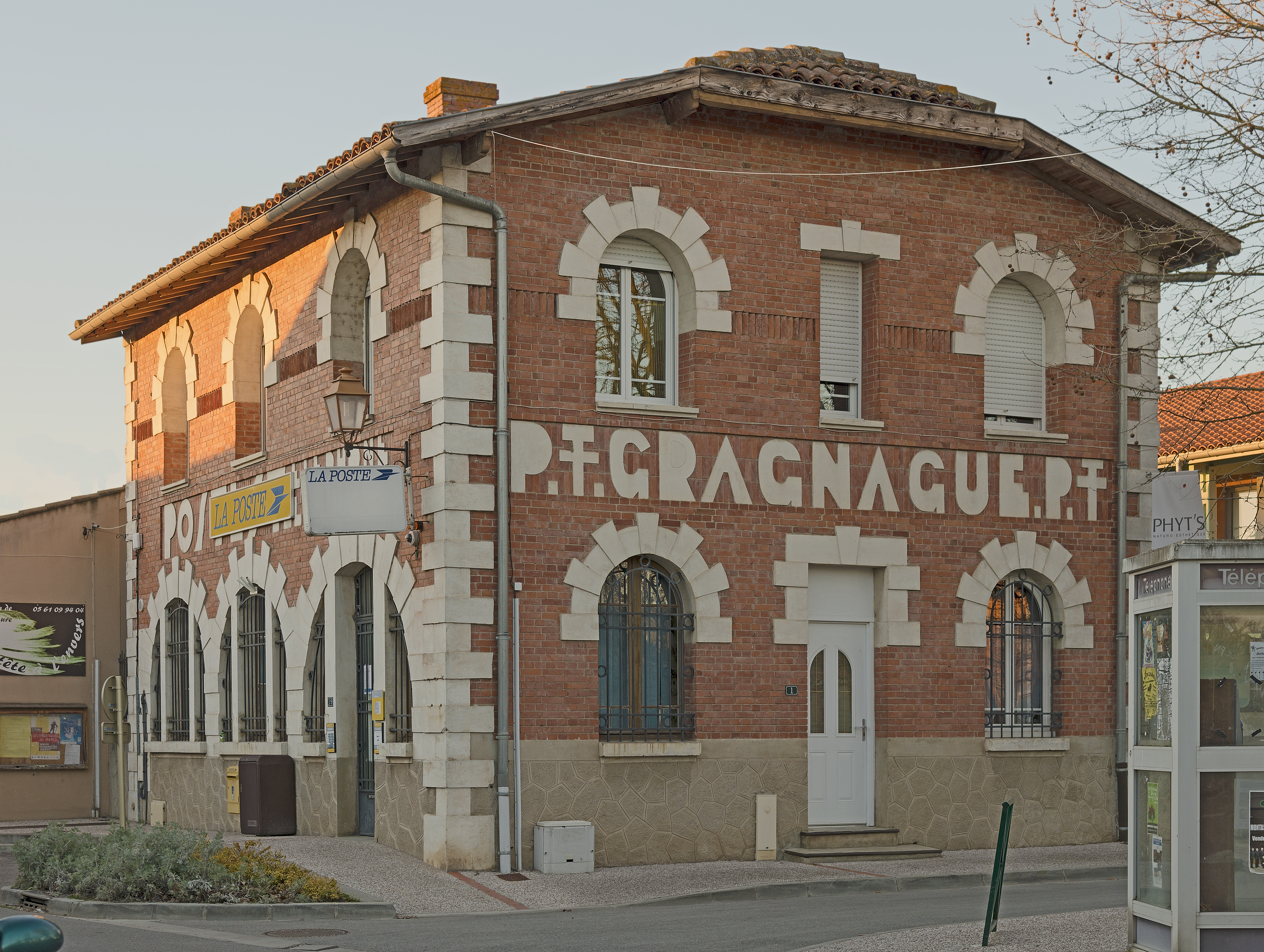
La oficina de correos.